# Don't Cry for Me Argentina
"Don't Cry for Me Argentina" (em português: Não Chores Por Mim Argentina) é a canção mais conhecida da peça musical de 1978 intitulada Evita, com música de Andrew Lloyd Webber e letras de Tim Rice. Cantada pela personagem principal, Eva Perón, foi originalmente intitulada como "It's Only Your Love Returning", antes de Rice ter colocado o título atual. A música foi gravada primeiramente por Julie Covington em estúdio no ano de 1976 e interpretada por Elaine Paige nos palcos em  21 de junho de 1978, quando a peça estreou.

## Gravações notáveis
- 1977: The Carpenters (do álbum Passage)
- 1977: Olivia Newton-John (do seu álbum Making a Good Thing Better)
- 1978: The Shadows
- 1978: Shirley Bassey (do seu álbum The Magic Is You e em 1993 no álbum Sings the Songs of Andrew Lloyd Webber)
- 1980: Joan Baez
- 1981: Donna Summer (do álbum I'm a Rainbow)
- 1983: Cláudia (do LP da versão brasileira)
- 1990: Laura Branigan (do VHS / LD RSO: Laura Branigan In Concert)
- 1992: Sinead O'Connor (do álbum Am I Not Your Girl?)
- 1994: Paloma San Basilio e Nacha Guevara gravaram as versões mais conhecidas da música em espanhol, intitulada No llores por mí, Argentina, que se tornou muito patriótica na Argentina.
- 1996: Sarah Brightman e The Mike Flowers Pops
- 1997: Madonna (do filme, Evita)
- 1999: Me First and the Gimme Gimmes (do álbum Are a Drag)
- 2010: Chris Colfer e Lea Michele, na série de TV Glee, episódio 2x09 "Special Education"
- 2013: Nicole Scherzinger (no musical em homenagem aos 40 anos de carreira de Lloyd Webber)[1]
- 2015: Isabela Moner (do álbum Stopping Time)

## Versão de Madonna
Em 1996, Madonna estrelou o filme Evita, interpretando o papel principal. Por um longo tempo, Madonna desejou interpretar Eva e até escreveu uma carta para o diretor Alan Parker , explicando como ela seria perfeita para o papel. Depois de garantir o papel, ela passou por treinamento vocal com a treinadora Joan Lader, já que Evita exigia que os atores cantassem suas próprias partes. Lader observou que a cantora "teve que usar sua voz de uma maneira que nunca a usou antes. Evita é um verdadeiro teatro musical — é operístico, em certo sentido. Madonna desenvolveu um registro superior que ela não sabia que tinha". Desde o momento em que assinou o filme, Madonna manifestou interesse em gravar uma versão de dance de "Don't Cry for Me Argentina". De acordo com sua publicitária Liz Rosenberg, "como [Madonna] não escreveu a música e as letras, ela queria sua assinatura nessa música ... Penso que em sua mente, a melhor maneira de fazer isso era ir ao estúdio e trabalhar um remix".
Para isso, em agosto de 1996, enquanto ainda misturava a trilha sonora do filme, Madonna contratou os remixers Pablo Flores e Javier Garza. Segundo Flores, a cantora queria algo que "fosse dance, mas fiel ao filme e à Argentina com um toque latino". A própria Madonna disse que queria que o remix tivesse "sabor latino e elementos da música tango". O remix foi concluída em duas semanas em Miami e Los Angeles. Madonna teve que regravar os vocais da faixa em inglês e espanhol, enquanto um bandoneon argentino foi adicionado à introdução da música. Nomeado "Miami Mix", foi enviado para estações de rádio e DJs no final de dezembro de 1996 e foi oficialmente lançado como segundo single da trilha sonora em 4 de fevereiro de 1997. Barney Kilpatrick, vice-presidente de promoção da Warner Bros. Records, disse que "o único A razão pela qual essa mixagem está sendo feita foi para adentrar os 40 primeiros nas rádios, [...] como temos uma trilha sonora de dois discos, estamos interessados em vender álbuns, não singles". A Warner Bros queria criar novidades para o filme com a música, não somente o remix. Também houve conversas sobre o lançamento de um EP de Evita, contendo remixes de "Buenos Aires", "Don't Cry for Me Argentina" e "Another Suitcase in Another Hall", mas nunca se materializou.

### Composição
|                                                    | "Don't Cry for Me Argentina" Uma amostra de 30 segundos do "Miami Mix" da versão da música de Madonna. Ao contrário do original, apresenta elementos de tango e música latina . |
| Problemas para escutar este arquivo? Veja a ajuda. | |

As sessões de gravação das músicas e da trilha sonora do filme começaram em setembro de 1995 e ocorreram nos CTS Studios em Londres com Madonna acompanhada pelos co-atores Antonio Banderas e Jonathan Pryce. No entanto, surgiram problemas, já que Madonna não estava completamente à vontade com a criação de um "guia vocal" simultaneamente com uma orquestra de 84 peças dentro do estúdio. Ela estava acostumada a cantar em uma faixa pré-gravada e não ter músicos a ouvindo. Além disso, ao contrário dos lançamentos anteriores da trilha sonora, ela tinha pouco ou nenhum controle sobre o projeto; "Estou acostumado a escrever minhas próprias músicas e vou ao estúdio, escolho os músicos e digo o que soa bem ou não [...] Trabalhar em 46 músicas com todos os envolvidos e não ter uma palavra a dizer foi uma grande ajuste", Foi realizada uma reunião de emergência entre Parker, Lloyd Webber e Madonna, onde foi decidido que a cantora gravaria sua parte em um estúdio mais contemporâneo enquanto a orquestração ocorreria em outro lugar. Ela também tinha dias alternados de folga da gravação.
Segundo a cantora, ela estava muito nervosa durante o primeiro dia de gravação. Ela alegadamente se viu "petrificada" quando se tratava de fazer a música; "Eu tive que cantar 'Don't Cry For Me Argentina' na frente de Andrew Lloyd Webber [...] eu era uma bagunça completa e chorava depois. Eu pensei que tinha feito um trabalho terrível", lembrou. A versão final gravada tinha muitas semelhanças com a versão original de Covington, embora tivesse um ritmo muito mais rápido e foi criada como um pop Orquestral para atender à cena musical contemporânea. De acordo com as partituras publicadas pelo Musicnotes.com, a versão da música de Madonna é definida em tempo comum,. Os vocais de Madonna na música vão de Sol3 a dó5. A música segue uma sequência básica de dó–fá♭–C quando Madonna canta "Não será fácil, você achará estranho", e muda para Sol7–dó no segundo verso.

### Apresentações ao vivo
Nenhum vídeo oficial foi gravado para a música. Em vez disso, foi usada a cena do filme, onde Eva toca a música na varanda da Casa Rosada. Em 1993, dois anos antes de ser escalada para Evita, Madonna apresentou uma versão improvisada da música durante sua primeira visita à Argentina com a turnê The Girlie Show World Tour. Oito anos depois, em sua Drowned World Tour de 2001 , uma versão instrumental da música foi usada como interlúdio, com vários dançarinos fazendo um número de Tango. A apresentação em 26 de agosto de 2001, no The Palace of Auburn Hills, fora da cidade natal de Madonna, em Detroit, foi gravada e lançada no álbum de vídeo ao vivo, Drowned World Tour 2001. Na parada de Buenos Aires em sua turnê Sticky & Sweet Tour, em dezembro de 2008, depois de tocar "You Must Love Me", Madonna também cantou "Don't Cry for Me Argentina", enquanto as cenas de Evita eram exibidas nas telas de fundo. As performances de ambas as músicas na cidade foram gravadas no DVD ao vivo intitulado Sticky & Sweet Tour (2010).
A cantora mais uma vez tocou a música na Argentina durante a turnê The MDNA Tour em dezembro de 2012. Para a performance, ela teve a palavra "Eva" pintada nas costas. Madonna também fez uma "versão apaixonada" de "Don't Cry for Me Argentina" durante a parada de Miami de sua Rebel Heart Tour em 23 de janeiro de 2016, acompanhada por violão. Em 6 de dezembro, Madonna tocou "Don't Cry for Me Argentina" durante o segmento de Carpool Karaoke do The Late Late Show with James Corden.

### Análise da crítica
Após o lançamento, a música em sua maioria recebeu um análises positivas. J. Randy Taraborrelli, autor de Madonna: An Intimate Biography, escreveu que "Como Evita Perón, [...] ela é flexível e forte, e não soa nada fora de lugar". A autora Lucy O'Brien escreveu no livro Madonna: Like a Icon, que, embora os vocais de Madonna não tivessem complexidade emocional na música, ela criou uma versão "convincente", até o seu grande final orquestral". Sal Cinquemani, da Slant Magazine, comentou: "Facilmente uma das maiores performances vocais de Madonna até hoje, a dramática interpretação da cantora da música-tema não oficial de Evita era leal e bizarramente autobiográfica". Em agosto de 2018, o mesmo escritor o colocou no número 64 em seu ranking de singles, chamando-o de "um prelúdio para o exame de Ray of Light dos benefícios ilusórios da fama e fortuna". Ao escrever para o Los Angeles Times, David Gritten opinou que "paradores como 'Don't Cry for Me Argentina', que precisam ser apertados, parecem confortáveis para ela". George Hatza, do The Reading Eagle, disse que "[Madonna] canta 'Don't Cry For Me Argentina' em um belo, alto e arrepiante contralto". JD Considine, do The Baltimore Sun, disse que era uma das "grandes músicas" da trilha sonora. Em sua resenha ao Evita, Janet Maslin, do The New York Times, comentou que a faixa era "cantada de maneira formigante". Peter Travers, da Rolling Stone, escreveu: "Madonna, para seu crédito, faz um show. Ela canta. Ela faz tangos [...] Ela até canta 'Don't Cry for Me Argentina' para provar que é apenas pessoal". Peter Keough, do Boston Phoenix, elogiou a "entrega impressionante" de cantora na faixa. Ele escreveu: "[Madonna] canta uma soprano suavemente exuberante que captura a vulnerabilidade silenciosa de Evita. Suas notas precisas de lábios carnudos atravessam as grandiosas orquestrações da música. As músicas de Webber permitem a ela todo o espaço que ela precisa para ter muitas coisas; ela consegue todos". Uma revisão muito positiva veio do Hartford Courant, Greg Morago, que chamou a canção "um calculado, teatral triunfo do sem-vergonha lenocínio e determinação de aço que paralelos da própria ascensão da diva pop para o topo. Madonna faz com que este canção seus próprios; ela nasceu para interpretar a Santa Evita com chignon e cravejada de diamantes". Greg Kot do Chicago Tribune, opinou que "sua interpretação do clássico "Don't Cry for Me Argentina" não tenta alcançar as muitas versões anteriores, mas a traz de volta à terra com uma dignidade discreta".
Matthew Jacobs, do The Huffington Post, colocou o número no 26 da sua lista "O ranking definitivo dos singles de Madonna". Chamada de uma das músicas mais importantes de Madonna, Jacobs considerou a faixa um "substituto da transição da imagem Sexy de Madonna para algo mais Adulto". Da mesma forma, Annie Zaleski da Spin, escreveu que a versão "matizada, mas orgulhosa" da música "marcou o início da fase séria de Madonna, onde ela equilibrou o coquete juvenil com uma perspectiva mais madura e introspectiva". Jose F. Promis da AllMusic, elogiou a versão "Miami Mix" da música; "['Don't Cry For Me Argentina'] foi transformado em um número de dance apaixonante e fluente", destacando a "performance verdadeiramente apaixonada de Madonna que enfureceu os puristas musicais, mas encantou seus fãs e o público". Em 2017, a Billboard classificou o "Miami Mix" como a 95ª maior música pop de 1997; Andrew Unterberger escreveu que "Miami Miami, de Pablo Flores e Javier Garza, é tão responsável pelo sucesso das paradas quanto as ambições vocais de Madonna, levando a música da varanda para a pista de dança e devolvendo ao público". Em 2018, a mesma revista listou o "Miami Mix" como o 79º melhor single da cantora, chamando-o de "um estranho à trois entre a Broadway, a música latina e a música de boate, com uma batida forte e um tango animado que floresce com a entrega sincera de Madonna". Da mesma forma, Richard LaBeau, do Medium, considerou o remix "bizarro na teoria, mas funciona muito bem na execução". Jude Rogers, do The Guardian, escreveu: "Desculpe Andrew Lloyd Webber, mas não é nenhum 'Live to Tell'"; no entanto, ela elogiou a capacidade vocal da cantora e colocou a música no número 57 em seu ranking dos singles de Madonna, em homenagem ao seu aniversário de 60 anos. Escrevendo para a Entertainment Weekly, Chuck Arnold opinou que "apesar de credível, [a versão de Madonna] não faria ninguém esquecer Patti Lupone". Em sua crítica ao segundo álbum de maiores sucessos da cantora, GHV2 (2001), Stephen Thomas Erlewine, do AllMusic, deu uma recepção mais crítica, pois sentiu que a faixa estava fora de lugar entre outras canções de Madonna; "a própria presença de 'Don't Cry for Me Argentina' [...] simplesmente não se sente confortável ao lado do resto da música moderna e experiente". Uma revisão negativa veio de NME, Alex Needham, que escreveu; "Norma Desmond, resmungou: "Ainda sou grande! São apenas os Top 40 que ficaram pequenos!", E que "'Don't Cry For Me Argentina' fedia antes e fede ainda mais agora". Robert Christgau chamou de "faixa sombria" e criticou sua mixagem.

### Alinhamento de faixas
| - CD single Britânico 1. "Don't Cry for Me Argentina" (interpretado por Madonna) – 5:31 2. "Santa Evita" (interpretado por Orchestra/John Mauceri) – 2:30 3. "Latin Chant" (interpretado por Orchestra/John Mauceri) – 2:11 - CD single "The Dance Mixes" Britânico / CD single Australiano / Vinil de 12" Alemão 1. "Don't Cry for Me Argentina" (Miami Mix Edit) – 4:31 2. "Don't Cry for Me Argentina" (Miami Spanglish Mix Edit) – 4:29 3. "Don't Cry for Me Argentina" (Miami Mix) – 6:51 4. "Don't Cry for Me Argentina" (album version) – 5:31 | - Vinil de 12" Estadunidense / CD Maxi-single (1997) 1. "Don't Cry for Me Argentina" (Miami Mix Alternative Ending) – 7:59 2. "Don't Cry for Me Argentina" (Miami Spanglish Mix) – 6:57 3. "Don't Cry for Me Argentina" (Miami Mix Edit) – 4:29 4. "Don't Cry for Me Argentina" (Miami Dub Mix) – 6:23 5. "Don't Cry for Me Argentina" (Miami Mix Instrumental Version) – 6:55 6. "Don't Cry for Me Argentina" (Miami Spanglish Mix Edit) – 4:28 |

### Créditos
- Compositores – Andrew Lloyd Webber, Tim Rice
- Produtores – Nigel Wright, Alan Parker, Andrew Lloyd Webber, David Caddick
- Produtores do remix – Madonna, Pablo Flores, Javier Garza
- Orquestra – John Mauceri
- Engenheiro– Javier Garza
- Mixagem – Madonna, David Reitzas, Nigel Wright
- Fotografia – David Appleby

Créditos adaptados do encarte do álbum.

### Desempenho comercial
Nos Estados Unidos, a popularidade da versão "Miami Mix" da música permitiu que ela se tornasse a música com mais adições de rádio e saltou para o número 18 na tabela Hot 100 Airplay. A demanda pela música continuou aumentando, forçando a Warner Bros. a lançar o CD, e a música se tornando elegível para o tabela. Ele estreou no Billboard Hot 100 no número 17 na semana de 22 de fevereiro de 1997. O single finalmente chegou ao número 8 na semana de 1 de março de 1997. "Don't Cry for Me Argentina" alcançou número 1 no European Hot 100 Singles, na semana de 8 de fevereiro de 1997. A faixa também ficou entre os 20 primeiros da Adult Contemporary e Adult Top 40 da Billboard, enquanto o "Miami Mix" alcançou o topo do ranking de músicas da Billboard Hot Dance Club. Classificou-se no número 87 na tabela de final de ano para 1997. No Canadá, a música estreou na tabela de singles da RPM no número 34, na semana de 10 de março de 1997. Chegou finalmente ao pico do número 11, na semana de 7 de abril de 1997. No Reino Unido, a música alcançou o número 3 na semana de 28 de dezembro de 1996 e esteve presente no top 100 por um total de 13 semanas. Foi certificado certificação de ouro pelo British Phonographic Industry (BPI) em 1 de janeiro de 1997 pela vendas de 400,000 cópias.
Na Austrália, "Don't Cry for Me Argentina" alcançou o número 9 na ARIA Charts, permanecendo nessa posição por uma semana e um total de 13 semanas na tabela. Nas tabelas da ARIA no final do ano, a música ficou em número 56. Na França, liderou a tabela de singles do Syndicat National de l'Édition Phonographique por um mês. Na Irlanda, a música atingiu o número 8, na semana de 19 de dezembro de 1996. O single também provou ser um sucesso comercial em outros países, como Bélgica, Alemanha, Espanha e Países Baixos, onde conseguiu alcançar o top 5.

### Tabelas semanais
| Tabela musical (1997)               | Melhor posição |
| ----------------------------------- | -------------- |
| Alemanha (GfK Entertainment Charts) | 3              |
| Austrália (ARIA Charts)             | 9              |
| Áustria (Ö3 Austria Top 40)         | 3              |
| Bélgica (Ultratop 50 de Flandres)   | 5              |
| Bélgica (Ultratop de Valônia)       | 2              |
| Canadá (RPM Single Chart)           | 14             |
| Dinamarca (Hitlisten)               | 6              |
| Escócia (OCC)                       | 3              |
| Espanha (PROMUSICAE)                | 1              |
| Estados Unidos (Adult Contemporary) | 21             |
| Estados Unidos (Adult Top 40)       | 14             |
| Estados Unidos (Billboard 100)      | 8              |
| Estados Unidos (Dance Club Songs)   | 1              |
| Estados Unidos (Mainstream Top 40)  | 7              |
| Estados Unidos (Rhythmic Songs)     | 11             |
| Europa (European Hot 100 Singles)   | 1              |
| Finlândia (IFPI Finlândia)          | 8              |
| França (SNEP)                       | 1              |
| Hungria (MAHASZ)                    | 1              |
| Irlanda (IRMA)                      | 9              |
| Islândia (Íslenski Listinn Topp 40) | 2              |
| Itália (FIMI)                       | 2              |
| Noruega (VG-lista)                  | 9              |
| Nova Zelândia (Recorded Music NZ)   | 6              |
| Países Baixos (Dutch Top 40)        | 3              |
| Países Baixos (Single Top 100)      | 4              |
| Reino Unido (UK Singles Chart)      | 3              |
| Suécia (Sverigetopplistan)          | 9              |
| Suíça (Schweizer Hitparade)         | 4              |

| Tabela musical (1997)                 | Posição |
| ------------------------------------- | ------- |
| Alemanha (GfK Entertainment Charts)   | 22      |
| Austrália (ARIA)                      | 56      |
| Áustria (Ö3 Austria Top 40)           | 19      |
| Bélgica (Ultratop 50 de Flanders)     | 36      |
| Bélgica (Ultratop 40 da Valônia)      | 18      |
| Canadá (RPM)                          | 92      |
| Estados Unidos (Billboard Hot 100)    | 87      |
| Estados Unidos (Hot Dance Club Songs) | 10      |
| Europa (Eurochart Hot 100)            | 8       |
| França (SNEP)                         | 14      |
| Islândia (Íslenski Listinn Topp 40)   | 31      |
| Países Baixos (Dutch Top 40)          | 46      |
| Países Baixos (Single Top 100)        | 80      |
| Suécia (Sverigetopplistan)            | 54      |
| Suíça (Schweizer Hitparade)           | 22      |

| Região                                                                                 | Certificação | Vendas   |
| -------------------------------------------------------------------------------------- | ------------ | -------- |
| Alemanha (BVMI)                                                                        | Ouro         | 250,000^ |
| Austrália (ARIA)                                                                       | Ouro         | 35,000^  |
| Bélgica (BEA)                                                                          | Platina      | 50,000*  |
| França (SNEP)                                                                          | Ouro         | 250,000* |
| Reino Unido (BPI)                                                                      | Ouro         | 400,000^ |
| Suíça (IFPI Suíça)                                                                     | Ouro         | 25,000^  |
| *vendas baseadas apenas na certificação ^distribuições baseadas apenas na certificação |              |          |